# Championnats du monde de gymnastique artistique 1996
Navigation
Édition précédente Édition suivante
Les 32e championnats du monde de gymnastique artistique ont eu lieu à San Juan au Porto Rico du 15 au 20 avril 1996. La compétition par équipe et le concours général individuel n'ont pas été disputés. La format des compétitions était similaire à celui des championnats de 1992 et de 2002, avec une attribution des médailles pour les compétitions aux engins. Le déroulement de la compétition s'est fait en trois phases. Une première ouverte à tous les participants, une demi-finales pour les 16 qualifiés et une finale pour les 8 finalistes.

## Résultats hommes

### Finales par engins

#### Sol
| 1er | Vitaly Scherbo (BLR)     | 9.787 |
| 2e  | Aleksey Voropayev (RUS)  | 9.700 |
| 3e  | Hryhoriy Misyutin (UKR)  | 9.625 |
| 4e  | Sergey Fedorchenko (KAZ) | 9.562 |
| 5e  | Ivan Ivankov (BLR)       | 9.550 |
| 6e  | Thierry Aymes (FRA)      | 9.525 |
| 7e  | Ivan Ivanov (BUL)        | 9.450 |
| 8e  | Eugeni Podgorni (RUS)    | 9.125 |

#### Cheval d'arçon
| 1er | Pae Gil-su (PRK)        | 9.825 |
| 2e  | Donghua Li (SUI)        | 9.812 |
| 3e  | Aleksey Nemov (RUS)     | 9.787 |
| 4e  | Kim Hyon-il (PRK)       | 9.762 |
| 5e  | Patrice Casimir (FRA)   | 9.725 |
| 6e  | Éric Poujade (FRA)      | 9.700 |
| 7e  | Ivan Ivankov (BLR)      | 9.650 |
| 8e  | Hryhoriy Misyutin (UKR) | 8.200 |

#### Anneaux
| 1er | Yuri Chechi (ITA)          | 9.825 |
| 2e  | Szilveszter Csollany (HUN) | 9.737 |
| 2e  | Jordan Jovtchev (BUL)      | 9.737 |
| 4e  | Dan Burinca (ROM)          | 9.712 |
| 5e  | Ivan Ivankov (BLR)         | 9.675 |
| 5e  | Damian Merino (CUB)        | 9.675 |
| 7e  | Chris Lamorte (USA)        | 9.637 |
| 7e  | Aleksey Voropayev (RUS)    | 8.637 |

#### Saut
| 1er | Alexei Nemov (RUS)       | 9.756 |
| 2e  | Yeo Hong-chul (KOR)      | 9.743 |
| 2e  | Andrea Massucchi (ITA)   | 9.743 |
| 4e  | Sergey Fedorchenko (KAZ) | 9.643 |
| 4e  | Vitaly Scherbo (BLR)     | 9.643 |
| 6e  | Dieter Rehm (SUI)        | 9.556 |
| 7e  | Valeri Belenki (GER)     | 9.437 |
| 8e  | Aleksey Voropayev (RUS)  | 9.431 |
| 9e  | Zoltan Supola (HUN)      | 9.400 |

#### Barres parallèles
| 1er | Rustam Sharipov (UKR) | 9.750 |
| 2e  | Aleksey Nemov (RUS)   | 9.737 |
| 2e  | Vitaly Scherbo (BLR)  | 9.737 |
| 4e  | Ivan Ivankov (BLR)    | 9.725 |
| 4e  | Jung Jin-Soo (KOR)    | 9.725 |
| 6e  | Ivan Ivanov (BUL)     | 9.650 |
| 7e  | Gil Su Pae (PRK)      | 9.625 |
| 8e  | Valeri Belenki (GER)  | 9.587 |

#### Barre fixe
| 1er | Jesús Carballo (ESP)     | 9.800 |
| 2e  | Krasimir Dounev (BUL)    | 9.775 |
| 3e  | Vitaly Scherbo (BLR)     | 9.762 |
| 4e  | Aljaz Pegan (SLO)        | 9.750 |
| 5e  | Chainey Umphrey (USA)    | 9.712 |
| 6e  | Sergey Fedorchenko (KAZ) | 9.475 |
| 7e  | Zoltan Supola (HUN)      | 9.375 |
| 8e  | Richard Ikeda (CAN)      | 8.075 |

## Résultats femmes

### Finales par engins

#### Saut
| 1st | Gina Gogean (ROU)     | 9.800 |
| 2nd | Simona Amanar (ROU)   | 9.787 |
| 3rd | Annia Portuondo (CUB) | 9.756 |

#### Barres asymétriques
| 1st | Svetlana Khorkina (RUS) | 9.787 |
| 1st | Elena Piskun (BLR)      | 9.787 |
| 3rd | Isabelle Severino (FRA) | 9.775 |
| 4rd | Elvire Teza (FRA)       | 9.750 |
| 4rd | Lioubov Sheremeta (UKR) | 9.750 |

#### Poutre
| 1st | Dina Kotchetkova (RUS)    | 9.887 |
| 2nd | Alexandra Marinescu (ROU) | 9.812 |
| 3rd | Dominique Dawes (USA)     | 9.800 |
| 3rd | Liu Xuan (CHN)            | 9.800 |

#### Sol
| 1st | Kui Yuanyuan (CHN)         | 9.850 |
| 1st | Gina Gogean (ROU)          | 9.850 |
| 3rd | Lavinia Milosovici (ROU)   | 9.800 |
| 3rd | Lybov Sheremeta (UKR)*     | 9.800 |
| 5rd | Gemma Paz (ESP)            | 9.775 |
| 5rd | Vasiliki Tsavdaridou (GRE) | 9.775 |
| 7rd | Ludivine Furnon (FRA)      | 9.712 |
| 8rd | Rocaliya Galiyeva (RUS)    | 9.637 |